# ابوتز لنگلی
ابوتز لنگلی (به انگلیسی: Abbots Langley) یک روستا و محله مدنی در بریتانیا است که در تری ریورز واقع شده‌است. ابوتز لنگلی ۱۹٬۵۷۴ نفر جمعیت دارد.